# Of Fracture and Failure
Of Fracture and Failure è l' album di debutto del gruppo musicale Ulcerate, pubblicato il 2007.

## Tracce
Testi di Ben Read, musiche di Ulcerate.
1. Praise and Negation – 4:14
2. Ad Nauseam – 3:40
3. The Mask of the Satyr – 6:33
4. Becoming the Lycanthrope – 4:14
5. To Fell Goliath – 3:47
6. Martyr of the Soil – 7:34
7. Failure – 2:53
8. The Coming of Genocide – 3:38
9. Defaeco – 8:41

Durata totale: 45:14

## Formazione
- Ben Read - voce
- Michael Hoggard - chitarra
- Michael Rothwell - chitarra
- Paul Kelland - basso
- Jamie Saint Merat - batteria